# Södermanlands regementes marsch
Södermanlands regementes marsch är den kanske mest kända svenska militärmarschen, ofta parafraserad och parodierad i revyvisor och dryckesvisor. Inledningen har till exempel använts som dryckesvisa med texten "Vad säger svenska folket när det får en sup? Jo jag tackar!". Första reprisen innehåller några karakteristiska synkoper, som gör marschen lätt att komma ihåg.

## Historia och upphov
Marschen har spelats i Sverige med säkerhet sedan 1880-talet, för första gången kanske 1874. Upphovsmannaskapet är oklart. Ofta anges Carl Axel Lundvall (1840–1909) som kompositör, men det är troligen inte riktigt. Lundvall gjorde anspråk på att ha skrivit marschen, av honom kallad Fältmarsch, och överlät rättigheterna till ett musikförlag år 1900. 
Flera skäl talar dock mot Lundvall som kompositör. För det första finns flera äldre noter bevarade, där Lundvall inte anges som kompositör. Ett partitur från 1882, förvarat i Strängnäs, kallar stycket Favoritmarsch och anger en viss Amato som tonsättare. Fler liknande exempel finns. För det andra är det märkligt att Lundvall gjorde sina upphovsrättsliga anspråk så sent som år 1900, då marschen redan varit i allmänt bruk i åtminstone 20 år. 
Marschhistorikern Lars C. Stolt har föreslagit att Lundvall kanske arrangerade marschen i sin ungdom, och långt senare mindes fel och trodde att han själv skrivit marschen. Stolt menar att marschen förmodligen skrivits någonstans nere i Europa i mitten av 1800-talet, kanske i Österrike eller i Italien.

## Övrigt
Marschen har varit mycket flitigt spelad av Arméns Musikkår, som var förlagd vid Södermanlands regemente fram till regementets nedläggning, och gärna har använt stycket som marsch-marsch (det vill säga en marsch som spelas under marscherande).